# 로이드 놀런

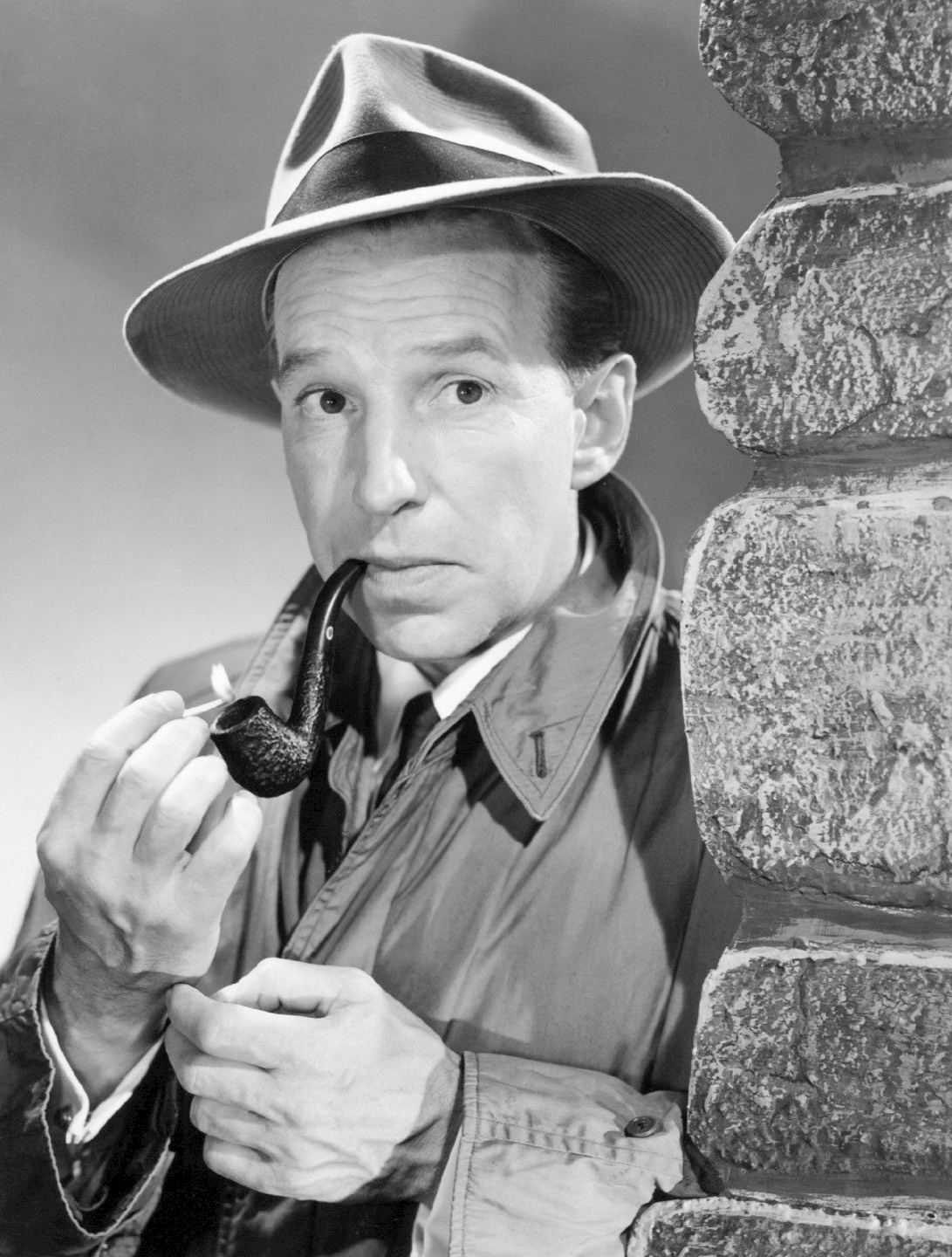

로이드 놀런(Lloyd Nolan, 1902년 8월 11일 ~ 1985년 9월 27일)는 미국의 배우, 영화배우, 텔레비전 배우이다.
샌프란시스코에서 태어났으며 로스앤젤레스에서 사망하였다. 사인은 폐암이다.

## 영화
- 한나와 그 자매들 (1986년)
- 그 맑고 환한 밤 중에 (1984년)
- 산타를 찾아서 (1984년)
- 에드가 후버의 개인 파일 (1977년)
- 대지진 (1974년)
- 에어포트 (1970년)
- 제브라 작전 (1968년)
- 더블 맨 (1967년)
- 네버 투 레잇 (1965년)
- 지상 최대의 서커스 (1964년)
- 선셋 77번가 (1958년)
- 27인의 표류자 (1957년)
- 빗물 가득 (1957년)
- 페이튼 플레이스 (1957년)
- 산티아고 (1956년)
- 최후의 총격 (1956년)
- 디즈니랜드 (1954년) - 콘웰 역
- 백야의 탈출 (1953년)
- 레몬 드롭 키드 (1951년)
- 선 컴스 업 (1949년)
- 이지 리빙 (1949년)
- 와이오밍의 푸른 초원 (1948년)
- 썸웨어 인 더 나잇 (1946년)
- 캡틴 에디 (1945년)
- 92번가 집 (1945년)
- 브룩클린의 나무 성장 (1945년)
- 과달카날 다이어리 (1943년)
- 바탄 (1943년)
- 블루스 인 더 나잇 (1941년)
- 자니 아폴로 (1940년)
- 세인트 루이스 블루스 (1939년)
- 익스큐시브 (1937년)
- 더 텍사스 레인저스 (1936년)